# Ulvetid (tegneserie)
 For alternative betydninger, se Ulvetid (flertydig). (Se også artikler, som begynder med Ulvetid)
Ulvetid er en tegneserie af Arild Wærness og Anette Aga som udspiller sig i en kaotisk og brutal fremtid.
Hovedparten af verdens befolkning er døde som følge af en dødelig pest. De overlevende er for det meste børn, og det må kæmpe sig gennem en brutal hverdag hvor det ofte ender i at man må dræbe for at overleve.
| Taleboble | Spire Denne tegneserieartikel er en spire som bør udbygges. Du er velkommen til at hjælpe Wikipedia ved at udvide den. |